# 东京家政大学短期大学部
东京家政大学短期大学部（日语：／ Tokyo Kasei Daigaku Tanki Daigakubu *）是一所位于日本东京都板橋区的私立短期大学。

## 概要

### 简介
- 学校最早可以追溯到1881年[1]。短期大学为于1950年开办[1]、由学校法人渡边学园经营。招収只女学生从开办[2][3]。

### 历史
- 1950年 东京家政大学短期大学部成立并同时设置家政科[1][3]。
- 1962年 家政科拆分为营养科和服饰美术科[1]。保育科成立[1][3]。
- 1995年 国际交流学科[注 2]成立[1][3]。
- 2007年 国际交流学科[注 2]招生最后[1][3]。
- 2009年 今年9月18日国际交流学科[注 2]正式停办[3]。
- 2010年 服饰美术科招生最后[1][3]。

### 宪章
- 请参看东京家政大学短期大学部的标志 （日語） 2014年1月11日阅览。

## 学校环境
- 校区：在东京都板橋区

## 历任校长
- 木元幸一：现在短期大学校长[4]

## 组织

### 学科
- 营养科
- 保育科

### 前学科
- 服饰美术科[注 1]
- 国际交流学科[注 2]

### 专科
| - 没有 |

### 业余课程
| - 没有 |

### 附属机关
| - 图书馆 |

## 相关链接
- 日本短期大学列表
- 东京家政大学